# Dân Quyền, Tam Nông (Phú Thọ)
Dân Quyền là một xã thuộc huyện Tam Nông, tỉnh Phú Thọ, Việt Nam.
Đây là nơi sông Đà hợp lưu với sông Hồng.

## Địa lý
Xã Dân Quyền nằm ở phía đông huyện Tam Nông, có vị trí địa lý:
- Phía đông giáp thành phố Hà Nội
- Phía tây giáp thị trấn Hưng Hóa
- Phía nam giáp huyện Thanh Thủy
- Phía bắc giáp huyện Lâm Thao.

Xã Dân Quyền có diện tích 14,42 km², dân số năm 2018 là 10.257 người, mật độ dân số đạt 711 người/km².

## Lịch sử
Địa bàn xã Dân Quyền hiện nay trước đây vốn là ba xã: Hồng Đà, Dậu Dương, Thượng Nông.
Trước khi sáp nhập, xã Hồng Đà có diện tích 3,99 km², dân số là 4.095 người, mật độ dân số đạt 1.026 người/km², có 2 làng, chia thành 4 khu: làng Sơn Cương gồm hai khu 12 và 13; làng Hạ Nung gồm hai khu 14 và 15. Xã Dậu Dương có diện tích 2,87 km², dân số là 2.201 người, mật độ dân số đạt 767 người/km². Xã Thượng Nông có diện tích 7,56 km², dân số là 3.961 người, mật độ dân số đạt 524 người/km², có 7 khu: 1 (xóm Liên Minh), 2 (xóm Liên Hoa), 3 (xóm Tân Hưng), 4 (xóm Trung Cộng), 5 (xóm Thanh Bông), 6 (xóm Chương Dương), 7 (xóm thắng Lợi).
Ngày 17 tháng 12 năm 2019, Ủy ban Thường vụ Quốc hội ban hành Nghị quyết 828/NQ-UBTVQH14 về việc sắp xếp các đơn vị hành chính cấp xã thuộc tỉnh Phú Thọ (nghị quyết có hiệu lực từ ngày 1 tháng 1 năm 2020). Theo đó, sáp nhập toàn bộ diện tích và dân số của ba xã Hồng Đà, Dậu Dương và Thượng Nông thành xã Dân Quyền.